# Svetlana Školina
Svetlana Vladimirovna Školina (in russo Светлана Владимировна Школина?; trasl. angl.: Svetlana Vladimirovna Shkolina; Jarcevo, 9 marzo 1986) è un'altista russa.

## Biografia

### I primi successi
È allenata da Sergej Kljugin. Il primo successo di Svetlana Školina risale al 2003, quando vinse la medaglia d'argento ai campionati del mondo allievi di Sherbrooke, a pari merito con la tedesca Annett Engel. Nel 2004 si ripeté classificandosi seconda ai campionati del mondo juniores di Grosseto.
Nel 2005 partecipò ai campionati europei juniores vincendo la medaglia d'oro. Lo stesso risultato lo ottenne nel 2007 quando vinse la gara del salto in alto ai campionati europei under 23.

### La carriera seniores

#### 2008-2009
La sua prima partecipazione ad una manifestazione internazionale della massima categoria risale al 2008 quando prese parte ai Giochi olimpici di Pechino concludendo la gara in quattordicesima posizione dopo aver superato l'asticella posta a 1,93 m di altezza.
Nel 2009 si piazzò al quarto posto ai campionati europei di atletica leggera indoor svoltisi a Torino. Un altro quarto posto arrivò dopo pochi mesi, quando partecipò al campionato europeo per nazioni. Successivamente si posizionò sesta sia ai campionati del mondo di Berlino che alla IAAF World Athletics Final di Salonicco.

#### 2010-2011

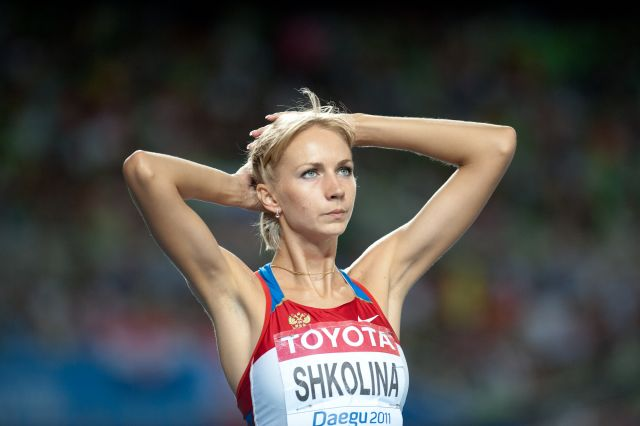
Svetlana Shkolina a Taegu nel 2011

Nel febbraio del 2010 superò per la prima volta l'asticella posta a 2,00 m di altezza durante il Hochsprung mit Musik ad Arnstadt.
Altri tre quarti posti arrivarono nel corso del biennio 2010-2011: ai mondiali indoor di Doha, agli europei di Barcellona e agli europei indoor di Parigi.
Nel 2011 si piazzò quinta ai campionati del mondo di atletica leggera di Taegu.

#### 2012-2013
Il 2012 vide per Shkolina la seconda partecipazione alle Olimpiadi, questa volta con un risultato decisamente migliore: ai Giochi di Londra vinse la medaglia di bronzo nel salto in alto e fece registrare il suo primato personale con l'asticella a 2,03 m.
Un altro importante successo arrivò nel 2013, quando vinse la medaglia d'oro ai mondiali di Mosca, confermando il suo personale a 2,03 m.

## Progressione

### Salto in alto
| Stagione | Risultato | Luogo     | Data      | Rank. Mond. |
| -------- | --------- | --------- | --------- | ----------- |
| 2013     | 2,03 m    | Mosca     | 17-8-2013 | 2ª          |
| 2012     | 2,03 m    | Londra    | 11-8-2012 | 3ª          |
| 2011     | 1,99 m    | Eberstadt | 16-7-2011 | 4ª          |
| 2010     | 1,98 m    | Bergen    | 20-6-2010 | 7ª          |
| 2009     | 1,98 m    | Leiria    | 21-6-2009 | 8ª          |
| 2008     | 1,98 m    | Kazan'    | 20-7-2008 | 9ª          |
| 2007     | 1,96 m    | Tula      | 19-6-2007 | 11ª         |
| 2006     | 1,92 m    | Kazan'    | 9-7-2006  | 22ª         |
| 2005     | 1,92 m    | Mannheim  | 19-6-2005 | 33ª         |
| 2004     | 1,91 m    | Grosseto  | 18-7-2004 | 39ª         |
| 2003     | 1,88 m    | Krasnodar | 27-5-2003 | 76ª         |

### Salto in alto indoor
| Stagione | Risultato | Luogo           | Data      | Rank. Mond. |
| -------- | --------- | --------------- | --------- | ----------- |
| 2012     | 1,96 m    | Mosca           | 23-2-2012 | 6ª          |
| 2012     | 1,96 m    | Vendryně        | 30-1-2012 | 6ª          |
| 2012     | 1,96 m    | Cottbus         | 25-1-2012 | 6ª          |
| 2011     | 2,00 m    | Banská Bystrica | 9-2-2011  | 2ª          |
| 2010     | 2,00 m    | Arnstadt        | 6-2-2010  | 3ª          |
| 2009     | 1,98 m    | Fiume           | 26-1-2009 | 6ª          |
| 2008     | 1,96 m    | Göteborg        | 29-1-2008 | 14ª         |
| 2007     | 1,90 m    | Mosca           | 13-1-2007 | 33ª         |
| 2006     | 1,92 m    | Gand            | 26-2-2006 | 23ª         |
| 2006     | 1,92 m    | Saransk         | 10-2-2006 | 23ª         |
| 2005     | 1,84 m    | Mosca           | 19-1-2005 | 57ª         |
| 2004     | 1,85 m    | Mosca           | 7-2-2004  | 69ª         |

## Palmarès

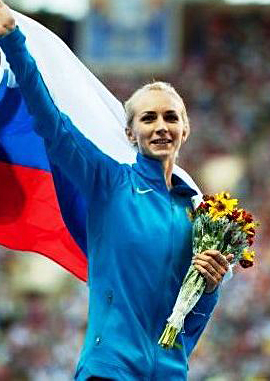
Svetlana Shkolina dopo la vittoria della medaglia d'oro nel salto in alto ai mondiali di Mosca del 2013

| Anno | Manifestazione    | Sede       | Evento        | Risultato | Prestazione | Note                          |
| ---- | ----------------- | ---------- | ------------- | --------- | ----------- | ----------------------------- |
| 2003 | Mondiali allievi  | Sherbrooke | Salto in alto | Argento   | 1,86 m      |                               |
| 2004 | Mondiali juniores | Grosseto   | Salto in alto | Argento   | 1,91 m      | Miglior prestazione personale |
| 2005 | Europei juniores  | Kaunas     | Salto in alto | Oro       | 1,91 m      |                               |
| 2007 | Europei under 23  | Debrecen   | Salto in alto | Oro       | 1,92 m      |                               |
| 2008 | Giochi olimpici   | Pechino    | Salto in alto | 11ª       | 1,93 m      |                               |
| 2009 | Europei indoor    | Torino     | Salto in alto | 4ª        | 1,96 m      |                               |
| 2009 | Mondiali          | Berlino    | Salto in alto | 5ª        | 1,96 m      |                               |
| 2010 | Mondiali indoor   | Doha       | Salto in alto | 4ª        | 1,96 m      |                               |
| 2010 | Europei           | Barcellona | Salto in alto | 4ª        | 1,97 m      |                               |
| 2011 | Europei indoor    | Parigi     | Salto in alto | 4ª        | 1,92 m      |                               |
| 2011 | Mondiali          | Taegu      | Salto in alto | 4ª        | 1,97 m      |                               |
| 2012 | Giochi olimpici   | Londra     | Salto in alto | dq        | dq          |                               |
| 2013 | Mondiali          | Mosca      | Salto in alto | dq        | dq          |                               |

## Altre competizioni internazionali
2008
- Coppa Europa di atletica leggera ( Annecy)

2009
- 6ª alla World Athletics Final ( Salonicco), salto in alto - 1,94 m

2010
- Campionati europei a squadre di atletica leggera ( Bergen)

2013
- Vincitrice della Diamond League nella specialità del salto in alto (20 punti)